# 愛しのMILF 恋人は親友のママ
『愛しのMILF 恋人は親友のママ』（いとしのミルフ こいびとはしんゆうのママ、原題：MILF）は、アサイラム社による2010年のセックスコメディ映画。
『アメリカン・パイ』や『ナーズの復讐』の要素を取り入れた作品となっている 。

## あらすじ
新入生歓迎パーティーで彼女をゲットしようとしたものの見事に失敗したオタク系男子大学生たちが、MILF（熟女）と呼ばれるセクシーで欲求不満な年上女性とのカジュアルセックスの刺激的な楽しさを知る。生涯の親友であるブランドン（ジャック・カリソン）とアンソニー（フィリップ・マーラット）、そしてオタクでゲーム好きの友人であるネイト（ジョセフ・ブートン）とロス（ラモン・カマーチョ）は、次から次へと女性と付き合い、夢のような成功を収めていく。しかし、ブランドンがアンソニーの性的欲望に忠実な母親を好きになってしまったことで、彼らの計画は崩壊し始める。

## キャスト
※括弧内は吹き替え声優。
- ブランドン・マーフィー - ジャック・カリソン（小倉直寛）
- アンソニー・リース - フィリップ・マーラット
- ネイト - ジョセフ・ブートン（英語版）
- ロス - ラモン・カマチョ
- ホリー・リース - エイミー・リンゼイ（英語版）
- ロリ・マーフィー - モリニー・グリーン
- ミンディ - Silvija Durann
- レナ - メリディア・カムレン
- エリカ - レイチェル・ライリー（英語版）
- アレックス - ジェイミー・バーナデット（英語版）（伊藤あすか）

## 評価
この映画に対する評価は、ほとんどが否定的なものであった。一方で、ポップマターズは、10個の星のうち6個の星をつけて、ほぼ支持的なレビューを掲載した。評論家のビル・ギブロンは、「『愛しのMILF 恋人は親友のママ』は、この会社の作品の中で最も一般的な例ではないかもしれないが、それでも輝かしく、おかしなギルティプレジャー（後ろめたく人には恥ずかしくて話せない自分の楽しみの事）である」とコメントしている。また、「大笑いするほどの面白さはないかもしれないが、常に笑顔でいられる」とも書いている。

## 参照
- MILF - 英語のスラング
- クーガー
- ミルフ：2018年公開のフランス映画